# Pseudotyrannochthonius bornemisszai
Espèce
Pseudotyrannochthonius bornemisszai est une espèce de pseudoscorpions de la famille des Pseudotyrannochthoniidae.

## Distribution
Cette espèce est endémique du Victoria en Australie.

## Étymologie
Cette espèce est nommée en l'honneur de George Francis Bornemissza.

## Publication originale
- Beier, 1966 : On the Pseudoscorpionidea of Australia. Australian Journal of Zoology, vol. 14, no 2, p. 275-303.